# Пілу
Пілу (рум. Pilu) — село у повіті Арад в Румунії. Адміністративний центр комуни Пілу.
Село розташоване на відстані 440 км на північний захід від Бухареста, 45 км на північ від Арада, 91 км на північ від Тімішоари.

## Населення
За даними перепису населення 2002 року у селі проживала 1031 особа.
Національний склад населення села:
| Національність | Кількість осіб | Відсоток |
| -------------- | -------------- | -------- |
| румуни         | 949            | 92,0%    |
| цигани         | 49             | 4,8%     |
| угорці         | 32             | 3,1%     |

Рідною мовою назвали:
| Мова      | Кількість осіб | Відсоток |
| --------- | -------------- | -------- |
| румунська | 1014           | 98,4%    |
| угорська  | 15             | 1,5%     |